# Dhruv Ganesh
Dhruv Ganesh est un acteur indien de cinéma et de théâtre travaillant à Bollywood. 

## Bio
Né à Delhi, Dhruv passe une partie de sa scolarité à Vadodara. C'est lors de sa dernière année d'université qu'il décide de devenir comédien. Il dirige aussi un atelier de théâtre pour les enfants. Il a comme passe temps de jouer de la guitare.
Le comédien meurt à l'âge de 29 ans d'une tuberculose, le 28 janvier 2015.

## Carrière
Dhruv Ganesh apparait pour la première fois à l'écran dans le film Teen Patti avec  Amitabh Bachchan et Ben Kingsley.
Il joue ensuite dans le film Hello / Goodbye réalisé par Abhimanyu Ray (projeté dans différents festivals internationaux), puis avec Rajeev Khandelwal dans le thriller "Table n ° 21" du film d'Aditya Datt. En 2013, il joue dans la comédie "Boys To Boys Hain" (Les garçons sont toujours des garçons) réalisé par Amit Vats.
Il partage ensuite l'affiche avec Shiv Pandit, incarnant un jeune homosexuel, producteur de musique à Mumbai, Sahil, dans le film dramatique Loev de Sudhanshu Saria. Le film est tourné dans un contexte difficile : l'Inde avait décidé en 2013 de rétablir l'article 377, cette loi britannique très archaïque qui criminalisait l'homosexualité" rappelle le réalisateur dans une interview du magazine Vice. Le film sort finalement en 2015. Il est projeté au Festival du film des nuits noires de Tallinn en Estonie et est notamment récompensé au Festival international du film LGBT de Tel Aviv l'année suivante. 
Le comédien meurt avant la sortie du film sur les écrans.
Loev sort sur Netflix le 1er mai 2017.

## Filmographie
- 2010 : Teen Patti : Vikram Ashwin Dhar
- 2013 : Table n°21 : Akram
- 2013 : Boys To Boys Hain
- 2016 : Loev : Sahil
- 2017 : Hanuman Da Damdaar : la voix de Motu